# Elecciones estatales de Zacatecas de 2016
Las elecciones estatales de Zacatecas de 2016 se llevaron a cabo el domingo 5 de junio de 2016, y en ellas se renovaron los siguientes cargos de elección popular:
- Gobernador de Zacatecas. Titular del Poder Ejecutivo del estado, electo por única ocasión para un periodo de cinco años no reelegibles en ningún caso. El candidato electo fue Alejandro Tello Cristerna
- 58 ayuntamientos. Compuestos por un Presidente Municipal y regidores, electos por única ocasión para un periodo de dos años con posibilidad de reelección para el periodo inmediato.
- 30 Diputados al Congreso del Estado. 18 electos por mayoría relativa en cada uno de los Distrito Electorales y 12 electos por el principio de representación proporcional mediante un sistema de lista.

## Ayuntamientos

### Ayuntamiento de Zacatecas
|  | 15.51 % |

|  | 29.61 % |

|  | 30.51 % |

|  | 2.45 % |

|  | 9.93 % |

|  | 3.27 % |

|  | 1.84 % |

|  | 1.56 % |

|  | 2.58 % |

Elección de Mayoría Relativa, y Representación Proporcional Anulada, Se dará una Elección Extraordinaria.

### Ayuntamiento de Fresnillo
|  | 19.07 % |

|  | 36.06 % |

|  | 24.23 % |

|  | 3.04 % |

|  | 3.61 % |

|  | 5.22 % |

|  | 6.01 % |

### Ayuntamiento de Guadalupe
|  | 12.84 % |

|  | 40.79 % |

|  | 19.73 % |

|  | 13.32 % |

|  | 2.6 % |

|  | 3.9 % |

|  | 3.3 % |

### Ayuntamiento de Jerez de García Salinas
|  | 25.48 % |

|  | 30.47 % |

|  | 6.22 % |

|  | 2.82 % |

|  | 0.25 % |

|  | 1.31 % |

|  | 9.58 % |

|  | 20.57 % |

### Ayuntamiento de Sombrerete
|  | 46.41 % |

|  | 22.51 % |

|  | 14.13 % |

|  | 11.75 % |

|  | 2.3 % |

### Ayuntamiento de Río Grande
|  | 33.87 % |

|  | 30.05 % |

|  | 9.63 % |

|  | 16.93 % |

|  | 3.09 % |

|  | 2.69 % |

### Ayuntamiento de Pinos
|  | 2.95 % |

|  | 46.71 % |

|  | 42.82 % |

|  | 2.32 % |

|  | 0.75 % |

|  | 0.69 % |

|  | 0.75 % |

## Diputados
| Partido/Coalición | Partido/Coalición                    | Mayoría relativa | Proporcional | Total |
| ----------------- | ------------------------------------ | ---------------- | ------------ | ----- |
|                   | Partido Acción Nacional              | 0                | 2            | 2     |
|                   | PAN-PRD                              | 2                | 0            | 2     |
|                   | Partido Revolucionario Institucional | 0                | 1            | 1     |
|                   | PRI-PVEM                             | 11               | 0            | 11    |
|                   | PRI, PVEM y PANAL                    | 4                | 0            | 4     |
|                   | Partido de la Revolución Democrática | 0                | 1            | 1     |
|                   | Partido Verde Ecologista de México   | 0                | 0            | 0     |
|                   | PT-Movimiento Ciudadano              | 0                | 2            | 2     |
|                   | Partido del Trabajo                  | 0                | 2            | 2     |
|                   | Movimiento Ciudadano                 | 0                | 0            | 0     |
|                   | Nueva Alianza                        | 0                | 0            | 0     |
|                   | Movimiento de Regeneración Nacional  | 1                | 5            | 6     |
|                   | Partido Encuentro Social             | 0                | 1            | 1     |
|                   | Independientes                       | 0                | NA           | 0     |
| Fuente:           |                                      |                  |              |       |

### Diputados electos por mayoría relativa
|  | 33.11 % |

|  | 29.38 % |

|  | 30.65 % |

|  | 41.6 % |

|  | 35.29 % |

|  | 28.64 % |

|  | 44.0 % |

|  | 22.40 % |

|  | 25.7 % |

|  | 32.43 % |

|  | 41.0 % |

|  | 44.44 % |

|  | 36.84 % |

|  | 46.34 % |

|  | 49.7 % |

|  | 36.72 % |

|  | 30.92 % |

|  | 38.8 % |

## Encuestas Preelectorales
| Fecha         | Hecha por:                           | Rafael Flores Mendoza | Alejandro Tello Cristerna | David Monreal Ávila | Magdalena Nuñez Monreal | Alma Rosa Ollervides González | Rogelio Soto Acuña | Marco Antonio Flores Sánchez |
| Abril de 2016 | Pulsómetro                           | 17.7%                 | 29.1%                     | 31.4%               | 1.3%                    | 2.4%                          | 2.5%               | 6%                           |
| Abril de 2016 | El Financiero                        | 19%                   | 38%                       | 32%                 | 3%                      | 1%                            | 1%                 | 1%                           |
| Abril de 2016 | Gabinete de Comunicación Estratégica | 11.7%                 | 21.2%                     | 27%                 | 3.8%                    | 3.2%                          | 1.4%               | 6.2%                         |
| Mayo de 2016  | Excelsior                            | 21%                   | 36%                       | 30%                 | 5%                      | 1%                            | 1%                 | 6%                           |
| Junio de 2016 | México Elige                         | 18.1%                 | 22.3%                     | 32.1%               | 1.6%                    | 2.1%                          | 1.5%               | 17.4%                        |